# エジージオ・ジ・アラウージョ・ペレイラ・ジュニオール
エジージオ（Egídio）ことエジージオ・ジ・アラウージョ・ペレイラ・ジュニオール（ポルトガル語: Egídio de Araújo Pereira Júnior、1986年6月16日 - ）は、ブラジルのサッカー選手。ポジションはDF。

## クラブ歴
2003年にCRフラメンゴの下部組織からトップチームに昇格した。
2007年にパラナ・クルーベへ短期間のレンタル移籍、翌2008年はECジュベントゥージでカンピオナート・ブラジレイロ・セリエBを戦った。2009年5月26日にはフィゲイレンセFCにレンタル移籍し、この年もレンタル移籍先でカンピオナート・ブラジレイロ・セリエBを戦った。その後もレンタル移籍の生活が続いた。
2013年から2014年にかけてはクルゼイロECに完全移籍、カンピオナート・ブラジレイロ・セリエAを連覇した。
2015年1月6日にはFCドニプロに完全移籍した。

## タイトル

### クラブ
フラメンゴ
- コパ・ド・ブラジル: 2006
- タッサ・グアナバラ: 2008, 2011
- タッサ・リオ: 2009, 2011
- カンピオナート・カリオカ: 2008, 2009, 2011

ヴィトーリア
- カンピオナート・バイアーノ: 2010

ゴイアス
- カンピオナート・ゴイアーノ: 2012
- カンピオナート・ブラジレイロ・セリエB: 2012

クルゼイロ
- カンピオナート・ブラジレイロ・セリエA: 2013, 2014
- カンピオナート・ミネイロ: 2014, 2018
- コパ・ド・ブラジル: 2018

パルメイラス
- コパ・ド・ブラジル: 2015
- カンピオナート・ブラジレイロ・セリエA: 2016

### 個人
- プレミオ・クラッキ・ド・ブラジレイロン: 2014